# Takaya Kuroishi
Takaya Kuroishi (japanisch 黒石 貴哉 Kuroishi Takaya; * 24. Februar 1997 in der Präfektur Hyōgo) ist ein japanischer Fußballspieler.

## Karriere
Kuroishi erlernte das Fußballspielen in der Schulmannschaft der Kobe International University High School und der Universitätsmannschaft der Himeji Dokkyo-Universität. Seinen ersten Vertrag unterschrieb er 2019 bei MIO Biwako Shiga. Der Verein aus Kusatsu spielte in der vierten japanischen Liga, der Japan Football League. 2020 wechselte er nach Hachinohe zum Drittligisten Vanraure Hachinohe. Für den Verein aus Hachinohe spielte er 45-mal in der Dritten Liga. Anfang August 2021 ging er in Zweite Liga. Hier nahm ihn Mito Hollyhock unter Vertrag. Nach 48 Ligaspielen wurde er die Saison 2024 an den Drittligisten AC Nagano Parceiro ausgeliehen. Für den Verein aus Nagano bestritt er 30 Drittligaspiele. Nach Vertragsende in Mito wechselte er im Februar 2025 zum Zweitligisten Ehime FC.